# مورزبرگ (پنسیلوانیا)
مورزبرگ (به انگلیسی: Mooresburg) یک منطقهٔ مسکونی در ایالات متحده آمریکا است که در پنسیلوانیا واقع شده‌است. مورزبرگ ۱۹۳٫۸۶ متر بالاتر از سطح دریا واقع شده‌است.